# Galium coriaceum
Galium coriaceum är en måreväxtart som beskrevs av Aleksandr Andrejevitj Bunge. Galium coriaceum ingår i släktet måror, och familjen måreväxter. Inga underarter finns listade i Catalogue of Life.